# Castelo de Gaasbeek

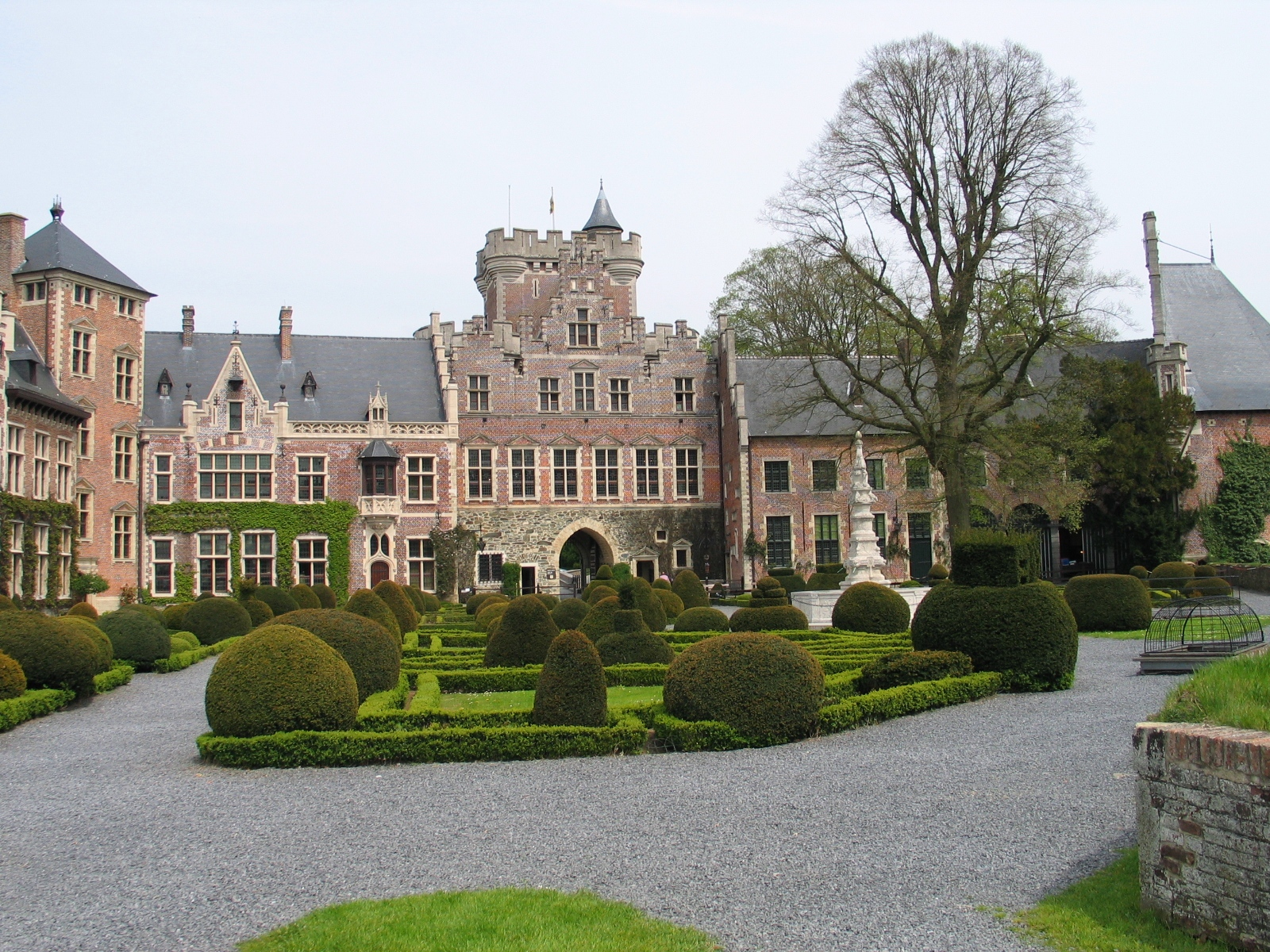
O pátio do Castelo de Gaasbeek

O Castelo de Gaasbeek está localizado na municipalidade de Lennik, perto de Bruxelas, na província de Brabante Flamengo, Bélgica.

## História
O primeiro castelo fortificado foi erguido em 1240, como um observatório para a defesa da cidade de Bruxelas e para o ducado de Brabante, que se sentiu ameaçado por principados próximos, tais como o condado de Hainaut e o condado da Flandres. Entretanto, em 1388, o castelo foi destruído por tropas da cidade de Bruxelas, em vingança pelo assassinato de Everard 't Serclaes, comandado pelo senhor de Gaasbeek.
No século XVI, a família Horne construiu um castelo de tijolos sob as ruínas de uma fortaleza medieval. Em 1565, Lamoral, Conde de Egmont adquiriu o castelo e seu domínio, incluindo dezessete vilarejos. O novo senhor de Gaasbeek foi decapitado três anos depois, acusado de alta traição por Filipe II de Espanha.
Nos séculos seguintes, o castelo foi habitado por diferentes famílias nobres. Obteve seu aspecto romântico e atual durante uma renovação que ocorreu entre 1887 e 1898, executada pelo arquiteto Charle Albert, às ordens do Marquês d'Arconati Visconti, o então proprietário de Gaasbeek. Sua viúva, Marie Peyrat, ofereceu o castelo, suas coleções e domínio para o Estado belga depois de sua morte, em 1922.

## Galeria de imagens

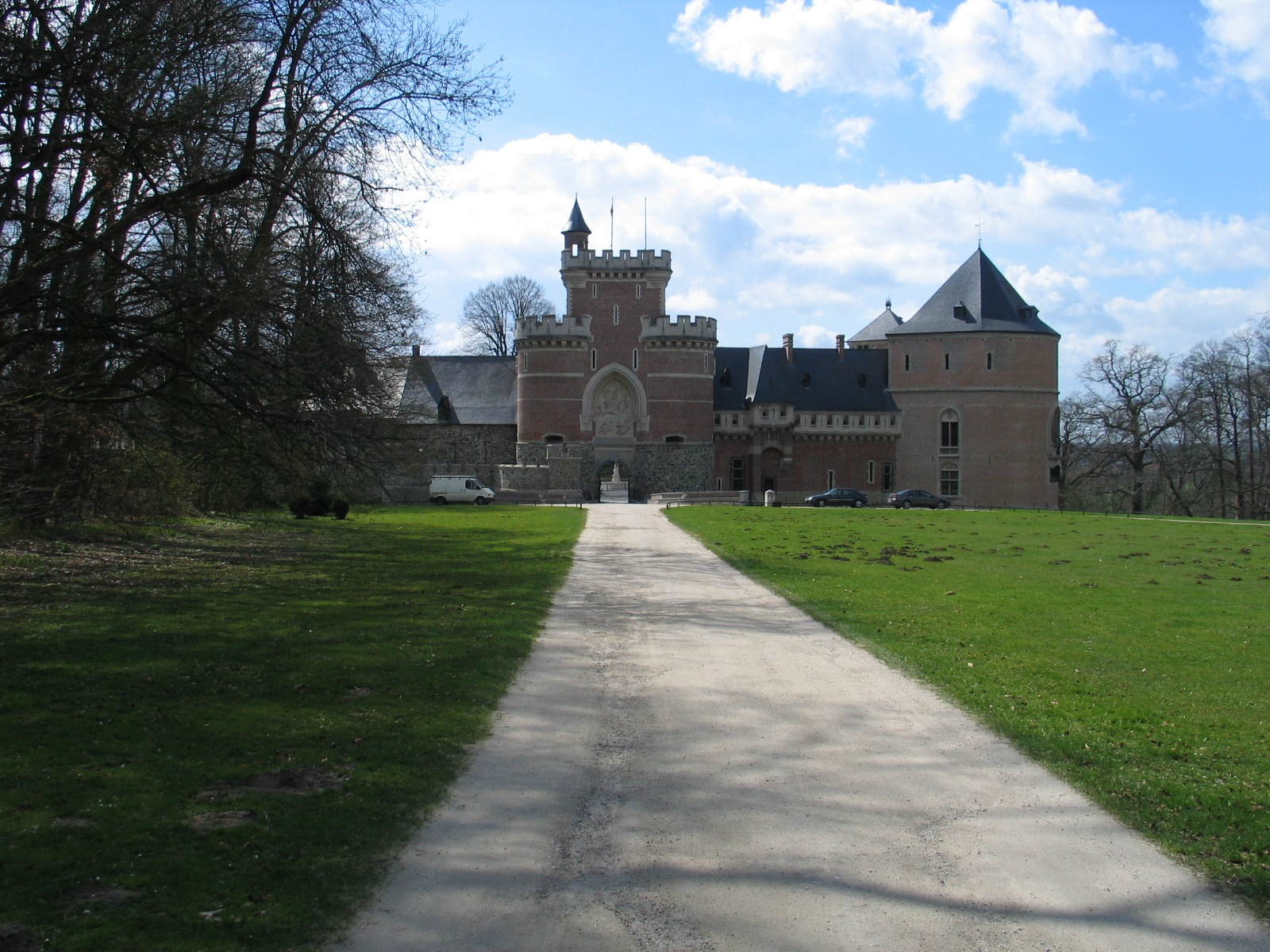
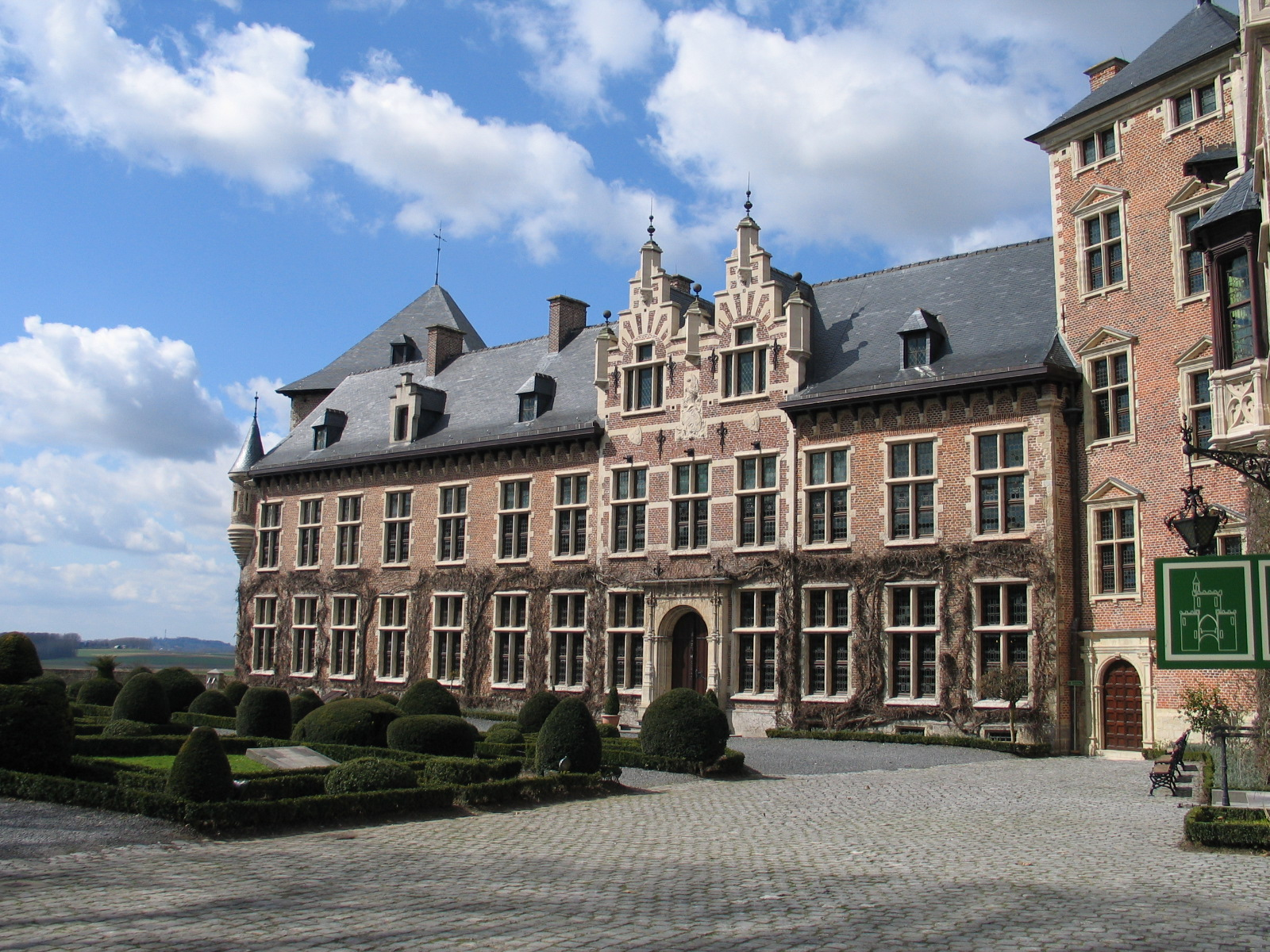
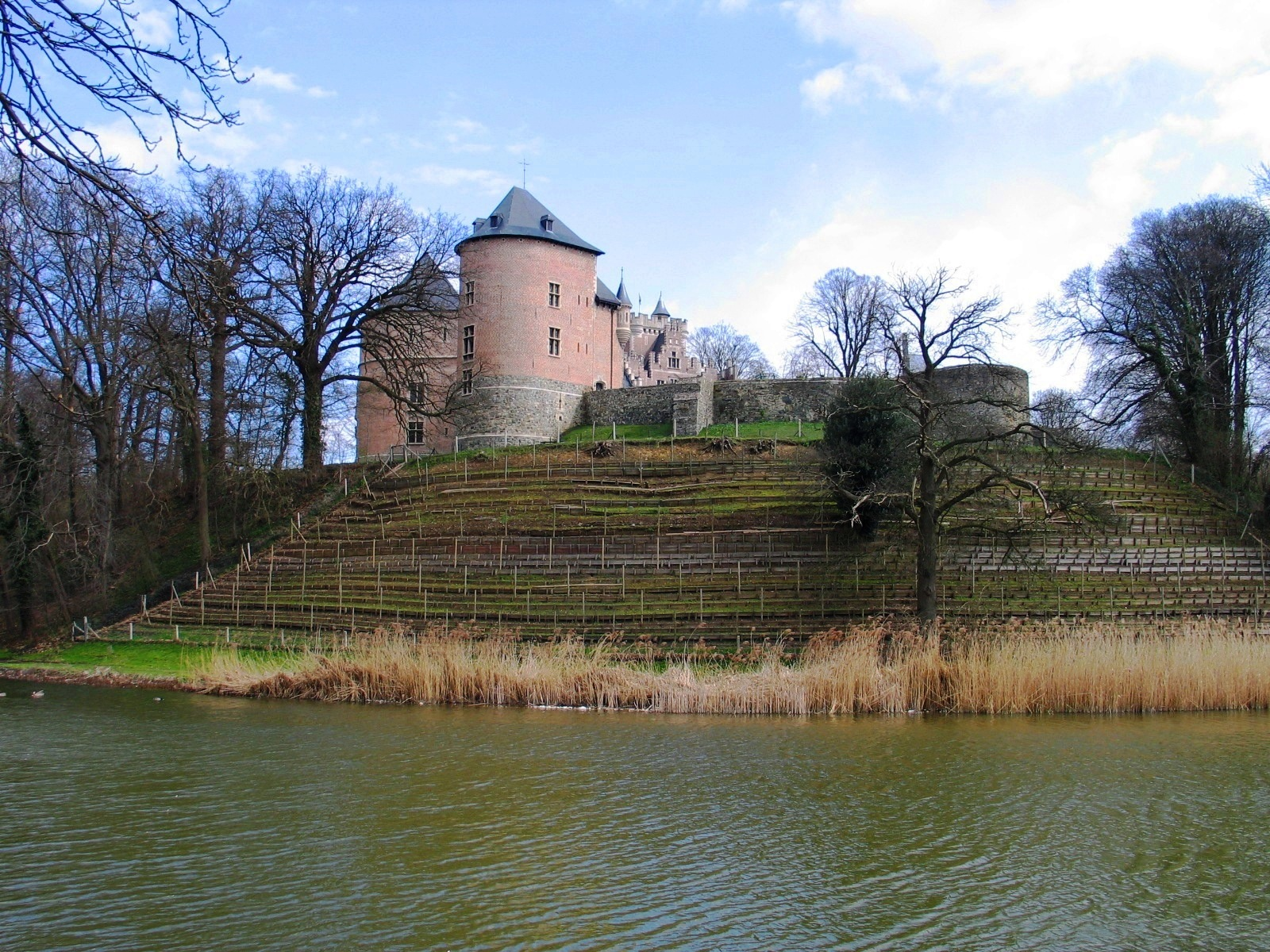
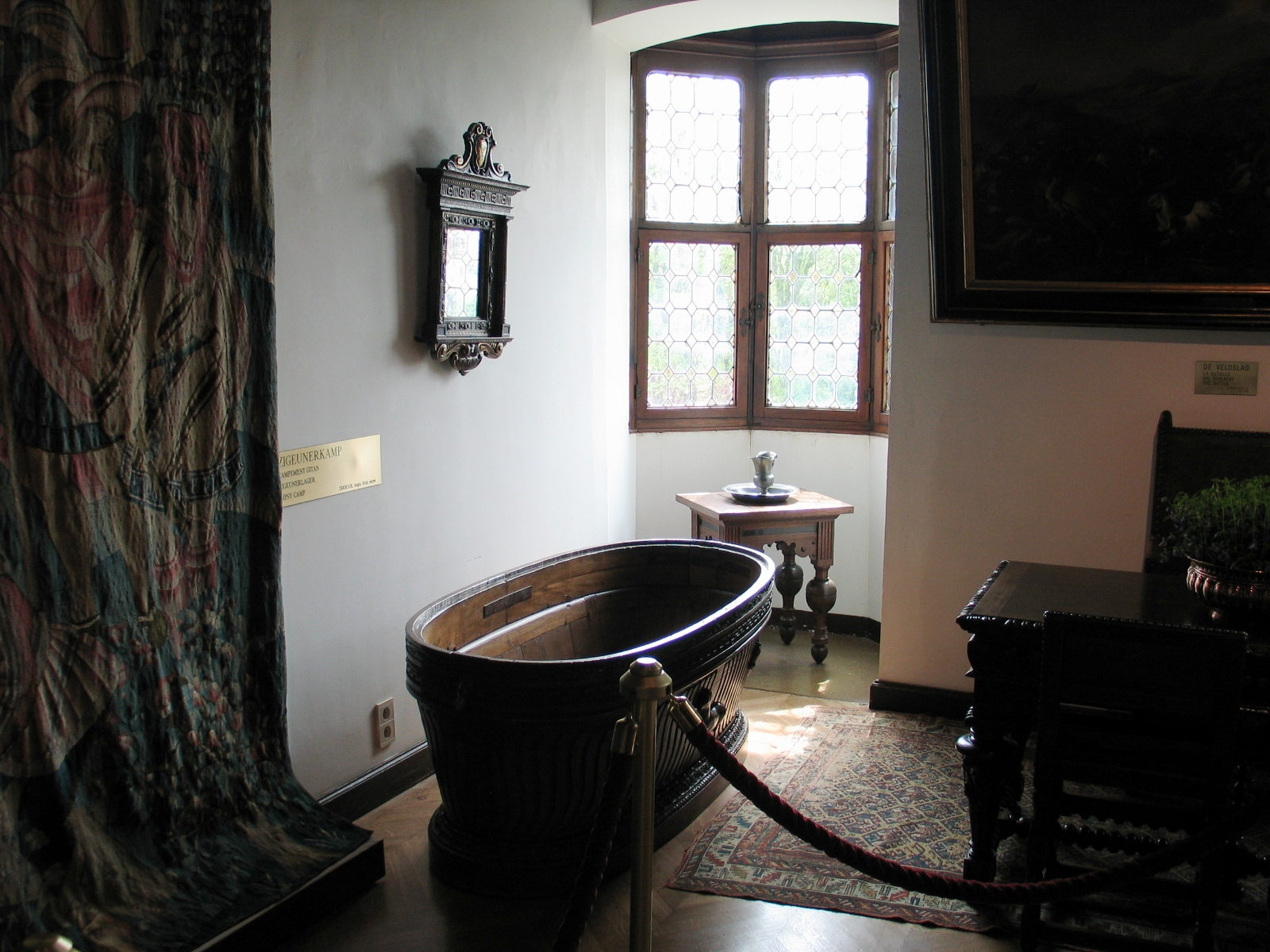
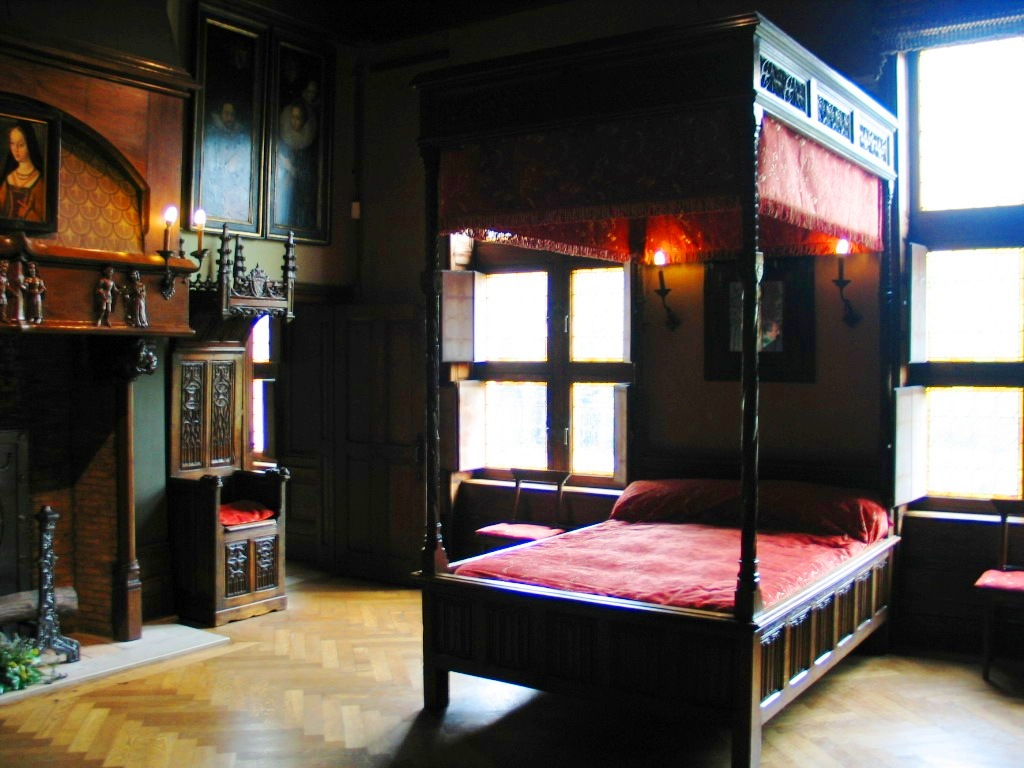
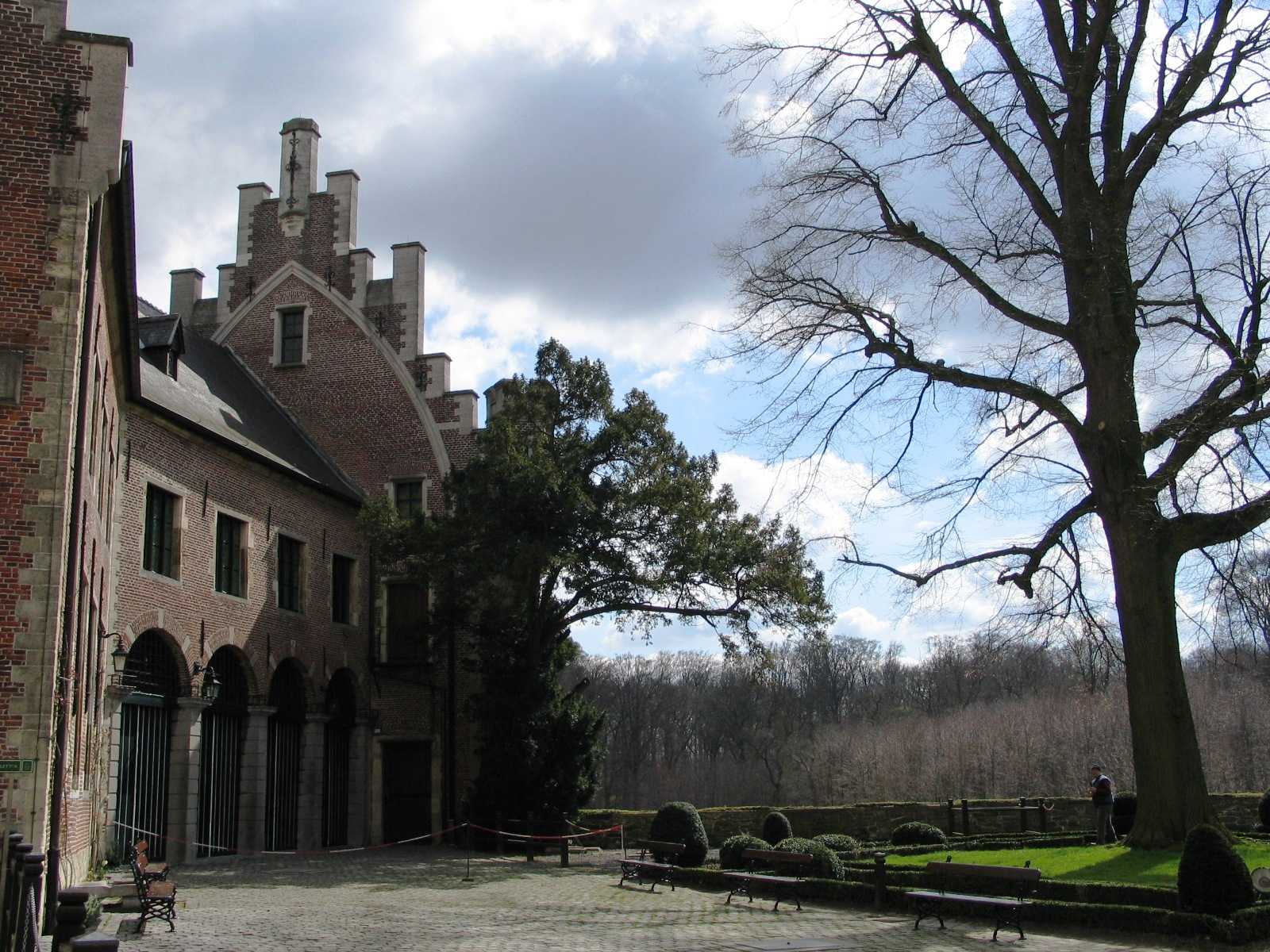
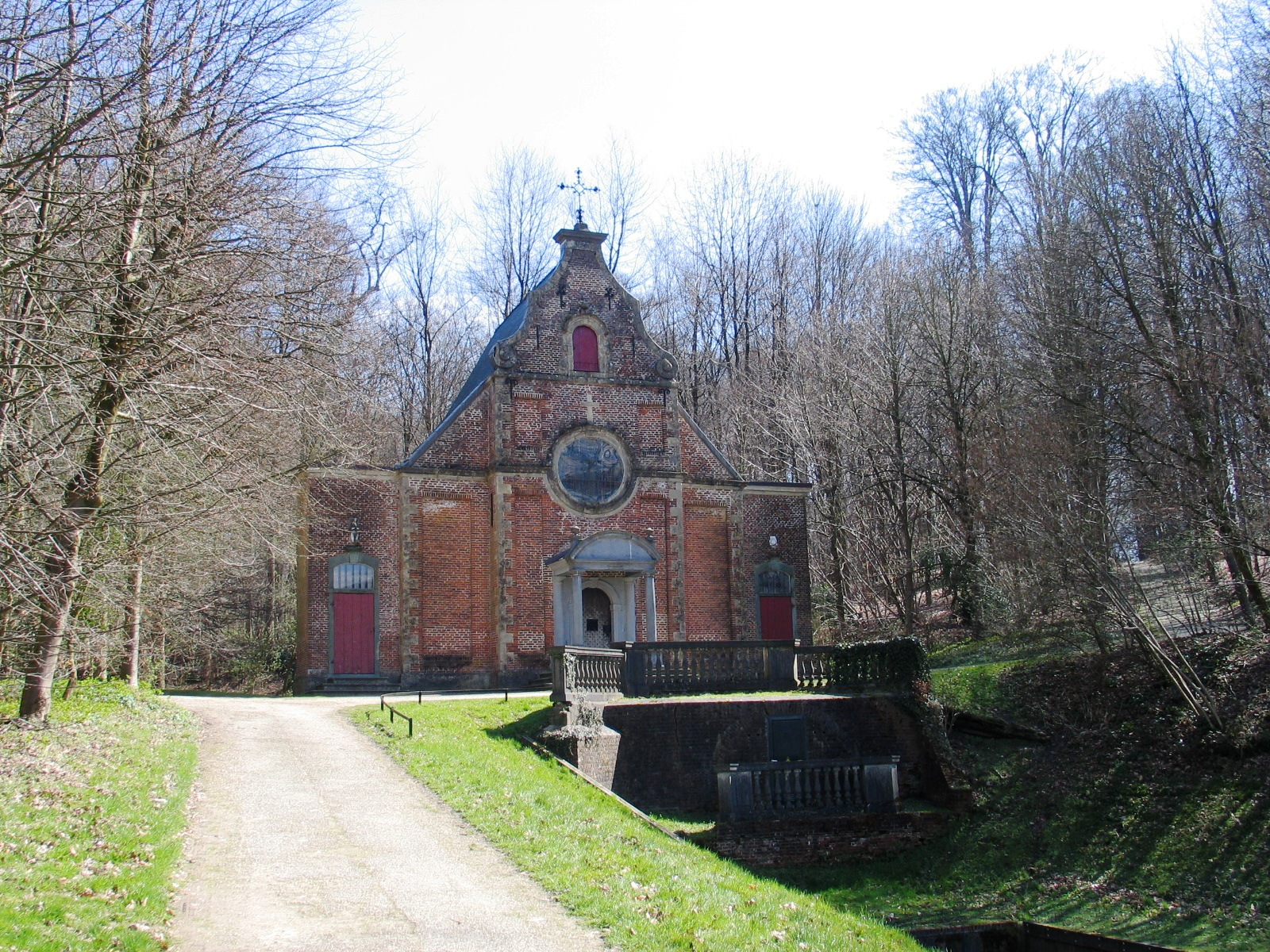
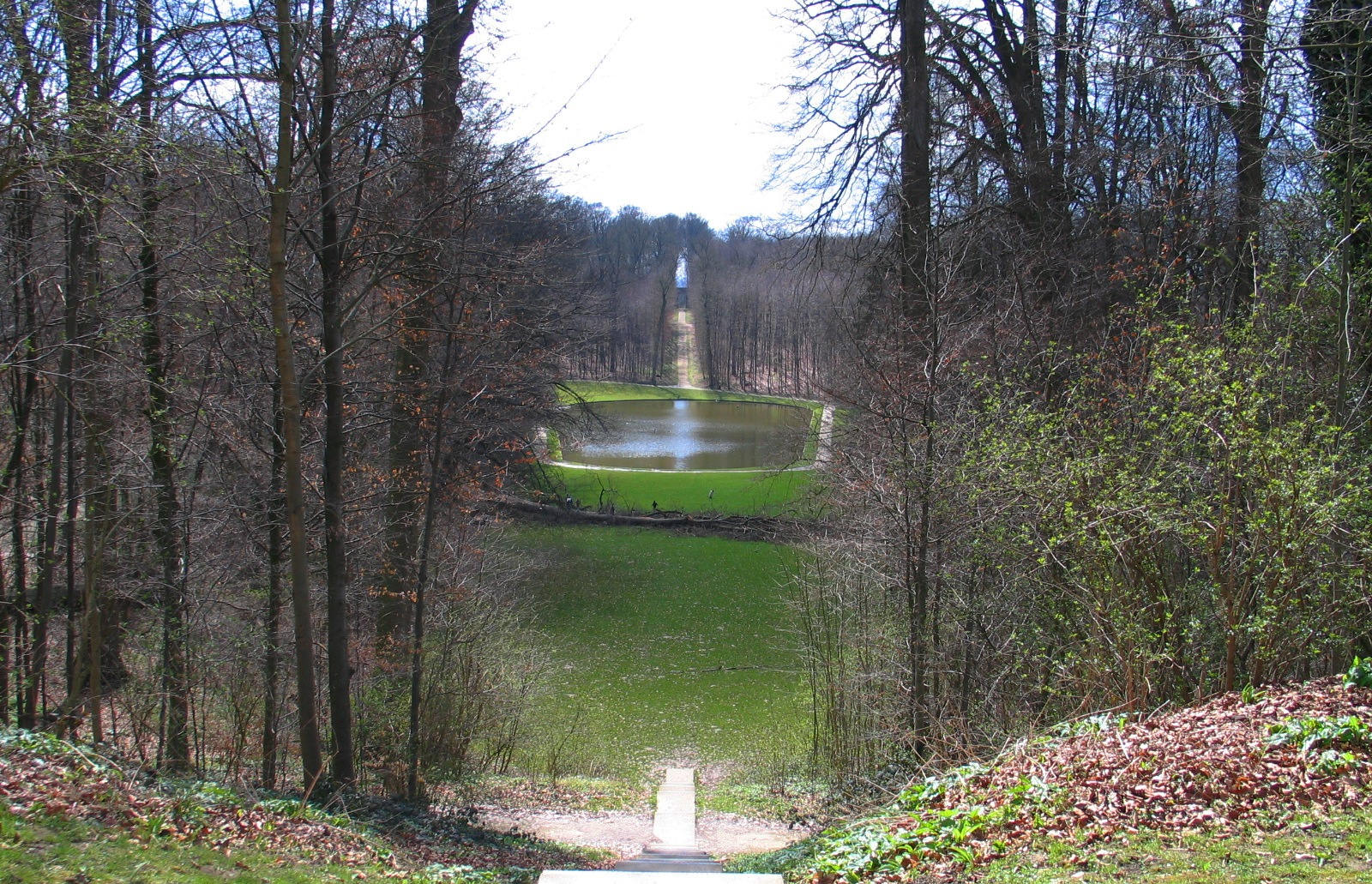